# Melbourne Cricket Ground
El Melbourne Cricket Ground, sovint abreviat com a MCG o The G, és un estadi multiusos situat al districte de Yarra Park de la ciutat de Melbourne (Austràlia). En aquest estadi actualment s'hi practica cricket, futbol i futbol australià, i fou utilitzat especialment durant la celebració dels Jocs Olímpics d'Estiu de 1956 en les proves d'atletisme i en les cerimònies d'obertura i clausura dels Jocs.

## Història
L'estadi fou ignaugurat el 30 de setembre de 1854 amb la disputa d'un partit de cricket, passant posteriorment a disputar-s'hi partits de futbol australià, futbol, beisbol, rugbi a 13 i rugbi a 15. Així mateix també s'hi han desenvolupat diversos concerts musicals.
L'any 1956 s'utilitzà la instal·lació per a la realització dels Jocs Olímpics d'Estiu de 1956, i el 2006 per a la realització dels Jocs de la Commenwealth de 2006.